# Ferxxocalipsis
Ferxxocalipsis es el tercer EP del cantante colombiano Feid. Fue lanzado el 1 de diciembre de 2023 a través de Universal Music Latino. Cuenta con las colaboraciones de Mañas Ru-fino, Pirlo, ATL Jacob, Jhay P y Young Miko.

## Antecedentes y lanzamiento
Después del lanzamiento de su álbum anterior Mor, no le temas a la oscuridad, en octubre y noviembre de 2023, Feid compartió adelantos del nuevo EP en sus redes sociales, donde en algunos de sus videos también se mostraba a Feid en el estudio grabando nueva música, y finalmente, Feid anunció su fecha de lanzamiento, programado para el 1 de diciembre.

## Sencillos
«Classy 101» junto a la cantante puertorriqueña Young Miko fue lanzado como el sencillo debut el 30 de marzo de 2023, y la canción recibió un gran éxito tanto comercialmente como globalmente, debutando varias listas.
El 30 de noviembre de 2023, solo un día antes del lanzamiento del EP, «La vuelta» junto al rapero colombiano Mañas Ru-Fino, fue lanzado como segundo sencillo.

## Lista de canciones
| Lista de canciones de Ferxxocalipsis |                                     | |                                       |          |  |
| N.º                                  | Título                              | Escritor(es) | Productor(es)                         | Duración |  |
| 1.                                   | «Alakran»                           | Esteban Higuita Estrada Salomón Villada Hoyos                                                                                                   | Wain \| 24KMastering                  | 1:31     |  |
| 2.                                   | «50 palos»                          | Salomón Villada Hoyos Johan Esteban Espinosa Cuervo Andrés David Restrepo Echavarría Luis Miguel Pardo                                          | Jowan Pardo                           | 2:48     |  |
| 3.                                   | «La vuelta» (junto a Mañas Ru-Fino) | Villada Hoyos Julián Cañas Molina Andrés Uribe Marín                                                                                            | Ily Wonder \| Wain \| 24KMastering    | 2:02     |  |
| 4.                                   | «Cuál es esa» (junto a Pirlo)       | Villada Hoyos Jean Emmanuel Cortes Herrera Iván Andrés Galindo Jhon Anderson Sánchez Cajares                                                    | G's on the Beats                      | 2:53     |  |
| 5.                                   | «Interlude»                         | Esteban Higuita Estrada | Wain                                  | 1:44     |  |
| 6.                                   | «Luna» (junto a ATL Jacob)          | Villada Hoyos | ATL Jacob                             | 3:17     |  |
| 7.                                   | «Esquirla»                          | Esteban Higuita Estrada Villada Hoyos | Wain \| 24KMastering                  | 2:28     |  |
| 8.                                   | «Desquite»                          | Villada Hoyos Alejandro Ramírez Suárez Nicolás Jaña Galleguillo                                                                                 | Sky Rompiendo Wain                    | 2:14     |  |
| 9.                                   | «Yo AK» (junto a Jhay P)            | Villada Hoyos Juan Pablo García Vélez Juan David Castro Jerónimo Uribe Bohorquez Miguel Ángel Mosquera Trujillo                                 | Fase 29 MikeFly                       | 3:26     |  |
| 10.                                  | «Classy 101» (junto a Young Miko)   | Esteban Higuita Estrada Villada Hoyos María Victoria Ramírez de Arellano Héctor C. López Diego A. López Crespo Benjamín Falik Miguel A. Montoya | Caleb Calloway Julia Lewis Mauro Wain | 3:16     |  |
| 25:39                                |                                     | |                                       |          |  |

## Giras
El 12 de febrero de 2024, Feid anunció la gira musical en apoyo al álbum y EP, titulado Ferxxocalipsis Tour. La gira norteamericana contara con 27 espectáculos en Estados Unidos y Canada. Inició el 24 de abril en Sacramento y finalizará el 6 de julio en Miami.